# San José de Pare

Vị trí đô thị San José de Pare trong Boyacá Department.

San José de Pare là một thị xã và đô thị thuộc Boyacá Department, Colombia, thuộc phân vùng Ricaurte.